# Texas A&M University
Texas A&M University, czyli Texas Agricultural and Mechanical University, zwany A&M albo TAMU – uniwersytet w College Station w Teksasie, w Stanach Zjednoczonych.
Sztandarowy uniwersytet systemu Uniwersytetów w Teksasie. Siódmy co do wielkości uniwersytet w Stanach Zjednoczonych, rocznie uczy się w nim ok. 50 tys. studentów. Znany z osiągnięć w naukach ścisłych, biologicznych, medycynie, wojskowych. Naukowcy z TAMU biorą udział w programach badawczych NASA. Jeden z trzech najlepszych uniwersytetów w Teksasie. W rankingach uniwersytet plasuje się w pierwszej dwudziestce amerykańskich publicznych szkół wyższych.
TAMU to pierwsza publiczna szkoła wyższa w Teksasie. Powstała w latach 70. XIX wieku jako Agricultural and Mechanical College of Texas, który zajmował się przede wszystkim kształceniem rolników i wojskowych Dzisiejsza nazwa została nadana szkole w 1963 roku. W latach 60. XX wieku szkoła przekształciła się w uniwersytet i nabrała dzisiejszego charakteru. Słowa agricultural (rolniczy) i mechanical (mechaniczny) w nazwie zachowano ze względów historycznych. Od słowa agricultural pochodzi też zwyczajowe określenie absolwentów uniwersytetu: Aggies.
W 1997 roku na TAMU powstała Biblioteka Prezydencka George’a H.W. Busha, jedna z trzynastu bibliotek prezydenckich w USA. Były prezydent Stanów Zjednoczonych i jego żona Barbara Bush byli zaangażowani w życie uniwersytetu.

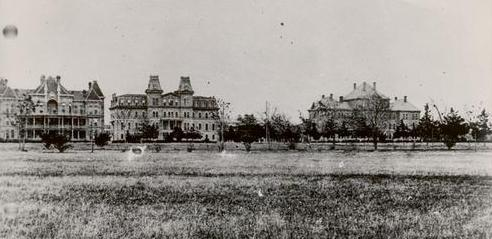
Texas A&M (1902)
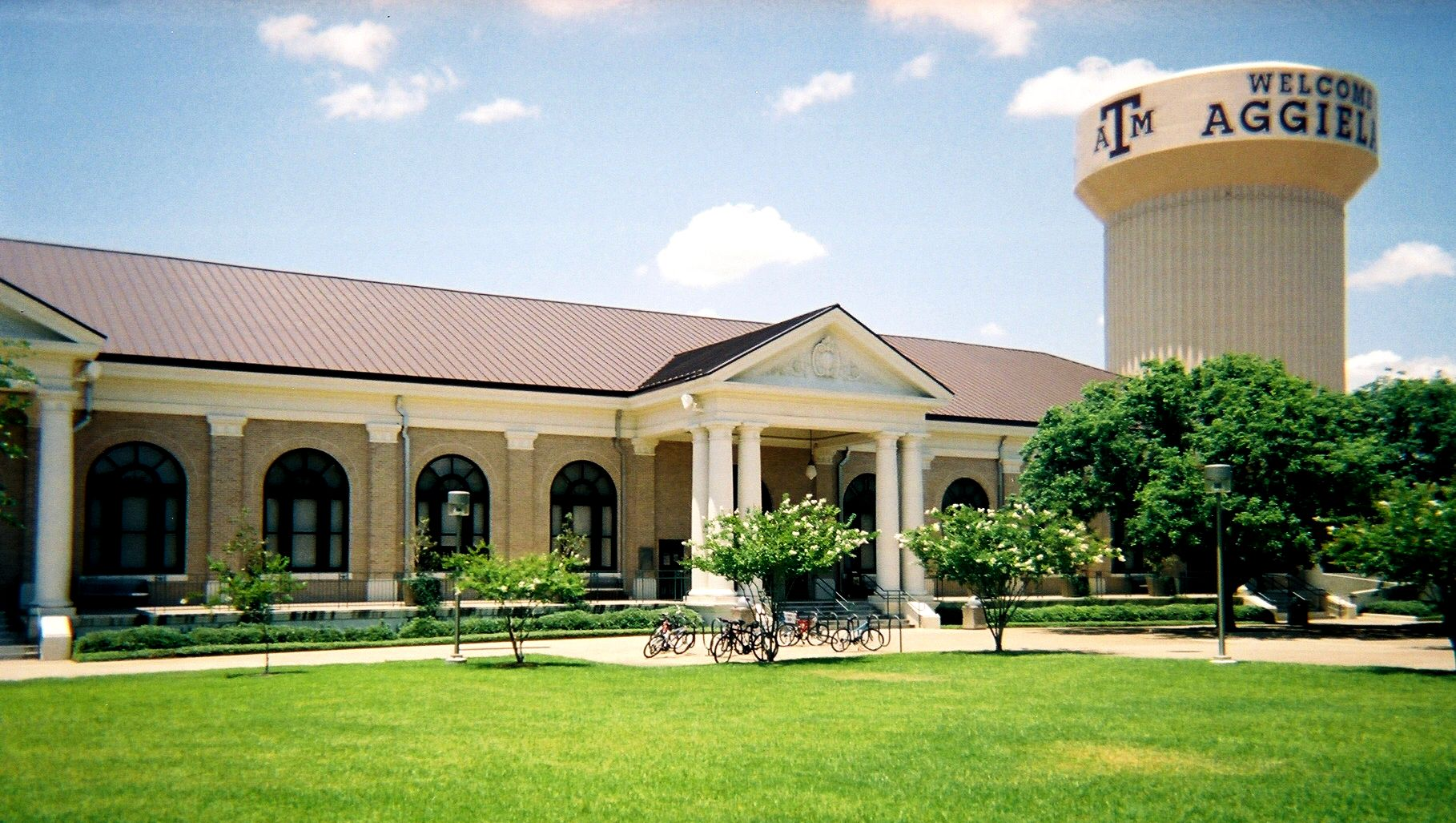
Sbisa Dining Hall, kampus TAMU
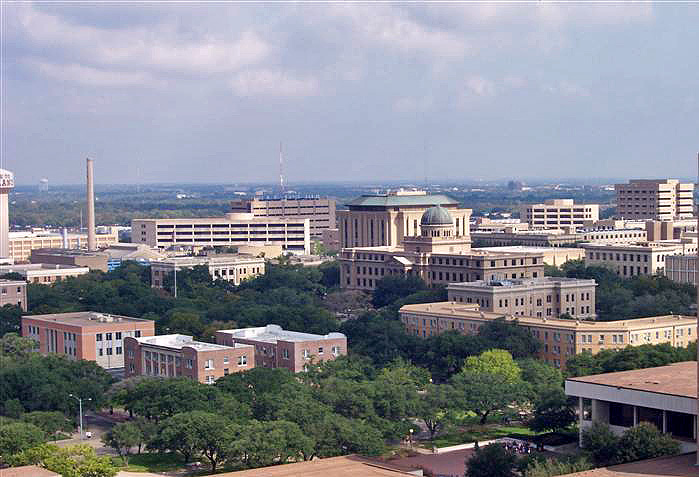
Kampus TAMU
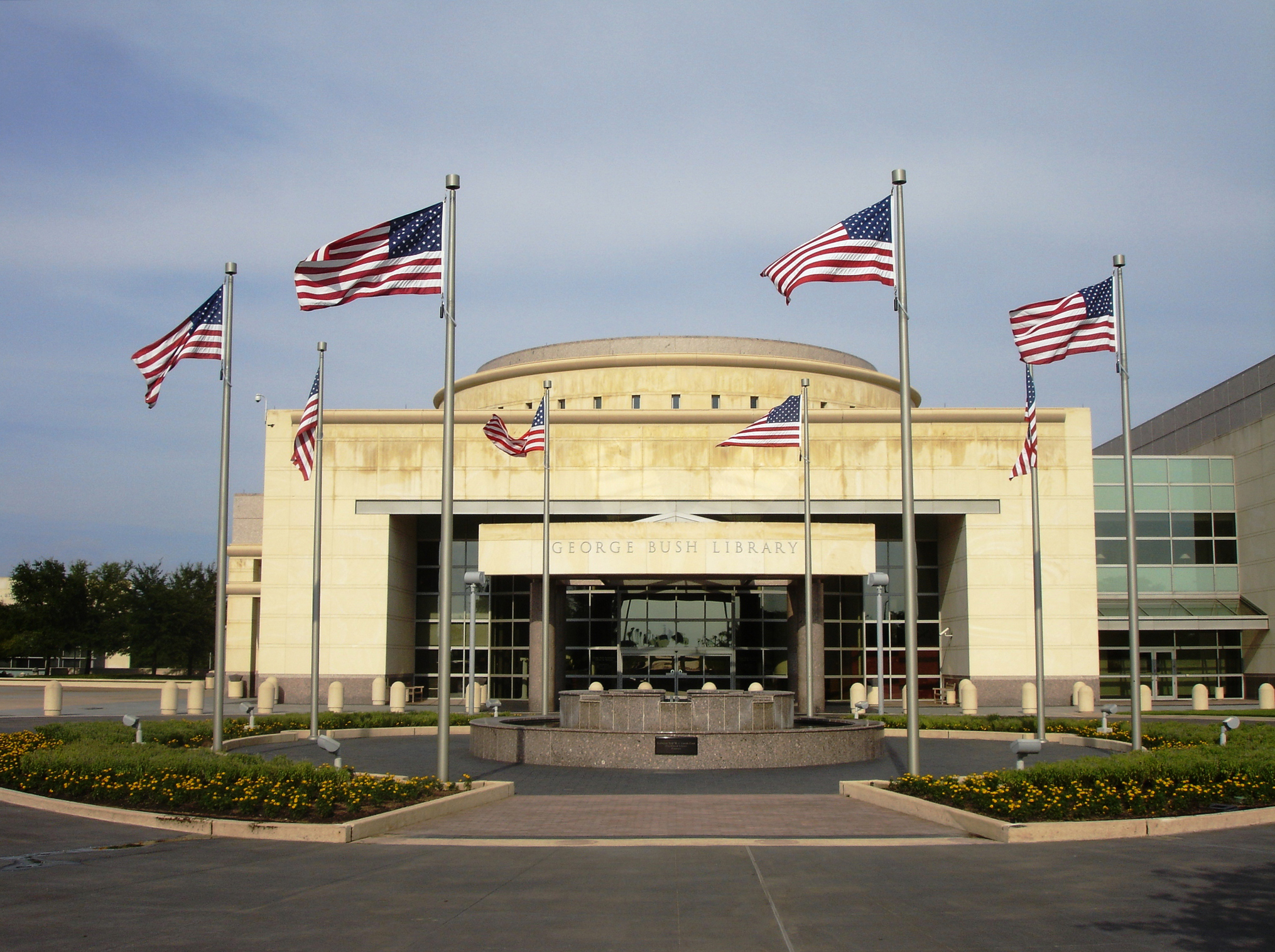
Biblioteka George’a H.W. Busha, kampus TAMU